# Ханна и её сёстры
«Ханна и её сёстры» (англ. Hannah and Her Sisters) — кинофильм режиссёра Вуди Аллена, вышедший на экраны в 1986 году. Фильм получил 3 премии «Оскар», ряд других наград и номинаций.

## Сюжет
Главные героини фильма — три сестры: Ханна, Ли и Холли. Ханна — известная актриса, образцовая мать, прекрасная сестра, умная, интеллигентная и красивая женщина; Ли — любовница Фредерика, пожилого художника и мизантропа; Холли мечтает стать актрисой, а пока подрабатывает поваром на приёмах.
Спокойная жизнь нарушается, когда муж Ханны Эллиот неожиданно осознает, что он безумно влюблен в Ли. Он долгое время не решается признаться в этом, однако даже после того, как Ли бросает ради него своего пожилого любовника, Эллиот не может так просто оставить свою во всём идеальную жену. Бывший муж Ханны Микки — меланхоличный теле-продюсер и закоренелый ипохондрик — решает резко изменить свою жизнь после того, как узнаёт, что у него, возможно, и в самом деле есть одна из тех болезней, симптомы которой он постоянно находит у себя. В результате Микки находит свое счастье с Холли, сестрой его бывшей жены.

## В ролях
- Миа Фэрроу — Ханна
- Барбара Херши — Ли
- Дайан Уист — Холли
- Майкл Кейн — Эллиот
- Вуди Аллен — Микки Сакс
- Кэрри Фишер — Эйприл
- Морин О’Салливан — Норма
- Ллойд Нолан — Эван
- Макс фон Сюдов — Фредерик
- Дэниел Стерн — Дасти
- Джулия Кавнер — Гейл
- Джулия Луи-Дрейфус — Мэри
- Джон Туртурро — писатель
- Кристиан Клименсон — Ларри (впервые на широком экране)
- Льюис Блэк — Пол

## Награды и номинации
- 1986 — две премии Национального совета кинокритиков США за лучшую режиссуру и лучшую женскую роль второго плана (Дайан Уист), а также номинация за лучший фильм.
- 1987 — три премии «Оскар»: лучший оригинальный сценарий (Вуди Аллен), лучшая мужская роль второго плана (Майкл Кейн), лучшая женская роль второго плана (Дайан Уист). Также фильм был номинирован ещё в 4 категориях: лучший фильм (Роберт Гринхат), лучший режиссёр (Вуди Аллен), лучший монтаж (Сьюзан Морс), лучшая работа художников и декораторов (Стюарт Вуртцель, Кэрол Джоффе).
- 1987 — две премии BAFTA за лучшую режиссуру и лучший оригинальный сценарий (обе — Вуди Аллен), а также 6 номинаций: лучший фильм (Роберт Гринхат, Вуди Аллен), лучший актёр (Вуди Аллен и Майкл Кейн), лучшая актриса (Миа Фэрроу), лучшая актриса второго плана (Барбара Херши), лучший монтаж (Сьюзан Морс).
- 1987 — премия «Золотой глобус» за лучший фильм — комедию или мюзикл, а также 4 номинации: лучший режиссёр (Вуди Аллен), лучший сценарий (Вуди Аллен), лучшая мужская роль второго плана (Майкл Кейн), лучшая женская роль второго плана (Дайан Уист).
- 1987 — премия «Бодил» за лучший неевропейский фильм (Вуди Аллен).
- 1987 — премия «Давид ди Донателло» за лучший зарубежный сценарий (Вуди Аллен), а также номинация лучшему зарубежному актёру (Майкл Кейн).
- 1987 — премия Гильдии сценаристов США за лучший оригинальный сценарий (Вуди Аллен).
- 1987 — номинация на премию «Сезар» за лучший зарубежный фильм (Вуди Аллен).
- 1987 — номинация на премию Гильдии режиссёров США за лучшую режиссуру — Художественный фильм (Вуди Аллен).
- 1988 — номинация на премию Японской киноакадемии за лучший фильм на иностранном языке.